# Reprezentacja Nigru w piłce nożnej mężczyzn
Reprezentacja Nigru w piłce nożnej – narodowa drużyna męska w piłce nożnej afrykańskiego państwa Niger.
Jest kontrolowana przez Nigerską Federację Piłki Nożnej (Fédération Nigerienne de Football). Związek został założony w 1967 i od tego samego roku należy do FIFA i CAF. Przydomek reprezentacji to Mena (określenie zwierzęcia Gazela dama w języku hausa).
Reprezentacja Nigru zajmuje w Afryce (stan na 18 maja 2011) 23. miejsce. Przez wiele lat reprezentacja nie zdołała awansować do finałów Mistrzostw Świata ani Pucharu Narodów Afryki. W 2011 po raz pierwszy w historii zakwalifikowała się do turnieju mistrzowskiego o Puchar Narodów Afryki 2012.

## Udział wMistrzostwach Świata
- 1930 – 1958 – Nie brał udziału (był kolonią francuską)
- 1962 – 1966 – Nie brał udziału (nie był członkiem FIFA)
- 1970 – 1974 – Nie brał udziału
- 1978 – 1982 – Nie zakwalifikował się
- 1986 – Wycofał się z eliminacji
- 1990 – Nie brał udziału
- 1994 – Nie zakwalifikował się
- 1998 – Wycofał się z eliminacji
- 2002 – Nie brał udziału
- 2006 – 2022 – Nie zakwalifikował się

## Udział wPucharze Narodów Afryki
- 1957 – 1959 – Nie brał udziału (był kolonią francuską)
- 1962 – 1968 – Nie brał udziału (nie był członkiem CAF)
- 1970 – 1972 – Nie zakwalifikował się
- 1974 – Wycofał się z eliminacji
- 1976 – Nie zakwalifikował się
- 1978 – 1980 – Wycofał się z eliminacji
- 1982 – Nie brał udziału
- 1984 – Nie zakwalifikował się
- 1986 – 1990 – Nie brał udziału
- 1992 – 1994 – Nie zakwalifikował się
- 1996 – Wycofał się podczas eliminacji
- 1998 – Dyskwalifikacja[1]
- 2000 – 2010 – Nie zakwalifikował się
- 2012 – Faza grupowa
- 2013 – Faza grupowa
- 2015 – 2023 – Nie zakwalifikował się